# 金刚石计划

阿尔马兹空间站的线条图

金刚石计划（俄语：Алмаз，字面意思為鑽石）是苏联的軍事偵查太空站計劃，這個計劃于1971年至1974年发射了一系列太空站。但為了掩蓋其軍事目的，這些太空站巧妙地利用蘇聯宣傳的成就礼炮计划來掩飾。 总共有三艘金刚石空间站发射升空: 礼炮2号、礼炮3号和礼炮5号。该计划也被称为OPS (俄语：ОПС)，是轨道载人站“Orbital Piloted Station”(俄语：Орбитальная Пилотируемая Станция)的简称。
礼炮2号入轨后不久就失败了，礼炮3号和礼炮5号则成功的进行了载人偵搜照相的实验。雖然苏联是以軍事目的為起點，但投入並沒有持續很久，对于最後的礼炮5号，苏联国防部在1978年判断为，在维护上的消耗已经超过了其作为自动侦察卫星所取得的利益，隨後太空站用途全面轉向科研方面。

## 发展
礼炮太空站后美蘇開始競爭太空站，弗拉基米尔·切洛梅将金刚石计划作为了对美国空军的载人轨道实验室项目的回应。像它的对手一样，金刚石载人轨道站可以使用切洛梅UR-500质子火箭载人发射。在长达30到60天的军事观察以及拍照后，它的成员可以乘坐可回收的返回舱(VA)返回地球。
与美国的MOL空间站设计不同，金刚石空间站装备有对接口用于接纳后续的宇航员。后续的船员可以乘坐载人TKS抵达，同样使用UR-500发射，与金刚石空间站一样，TKS飞船装备有自己的返回舱。

## 防御措施
除了装备有侦察设备，金刚石空间站还在飞船前部装备了一挺23mm速射炮。这具自润滑机炮是由Tu-22轰炸机的尾炮改来，并且理论上能够达到每分钟850发的射速. 每颗弹丸重200克，发射时相对空间站的速度为690 m/s. 由于这门机炮为固定式安装，为了瞄准，整个空间站会转向可能的威胁。
Salyut 3/OPS-2实施过一次试射。由於考量到了機砲射擊所產生的严重振动和噪音，該站在無人狀況下，以遠端遥控射击了一颗由空间站遥控的卫星。一般认为该次试射相當成功。
OPS-4使用两枚火箭替代了机炮，不过该系统未公开使用过，而且由于是实验性质没有被大规模制造。

## 载人轨道太空站 (OPS)
OPS的基础设计为直径4.15米以及重量20吨。从1965年到1970年，八个测试模型和两个可飞行的飞行器被制造出来。总共执行了5次任务，其中两次被认为成功。整个计划总共在太空中的时间为81天。

### OPS-1 (礼炮2号)
第一艘金刚石太空站（OPS-1 或 金刚石101.1）, 对外宣称为Salyut 2, 发射于1973年4月3日. 处于军事保密的目的，在入轨时它被对外指定为Salyut 2. 一队机组人员准备飞向太空站，可是在发射几天后OPS-1失效并泄压。

### OPS-2 (礼炮3号)
OPS-2 (或 金刚石101.2), 对外宣称为Salyut 3, 发射于1974年6月25日.联盟14号的机组在1974年7月进入太空站并呆了15天. 第二组太空人1974年8月升空奔向OPS-2, 却未能抵达. 这个太空站无人的情况下成功的进行了aircraft cannon的遥控试射，当时射击了一颗目标卫星. 礼炮3号于1975年1月脱轨。

### OPS-3 (礼炮5号)
OPS-3 (or 金刚石103), 对外宣称为Salyut 5, 于1976年6月22日入轨。两组太空人于1976年夏天和1977年冬天登上了该太空站。

### OPS-4
OPS-4, 是第一艘配备有三片式 Mech-A 合成孔径雷达 和载人可重复使用的返回舱 VA 的太空站, 然而返回舱被第二个TKS对接舱取代. 太空站的 Shchit-1 23 mm 防卫 cannon 也同样被改进型的 Shchit-2 空对空 机炮取代. 据说Shchit-2有两套投射系统, 但是该机炮的图片资料从未有发布过而且似乎也从未被安装到太空站上。在金刚石计划取消时， OPS-4 尚未发射升空。

## Almaz-T (无人)

Almaz radar satellite (based on Almaz space station).

在金刚石載人计划被取消后，金刚石空间站被重新改造为无人携带重型雷达的侦察卫星，三颗这样的卫星被发射升空且有两颗顺利入轨。

### Almaz-T
- Almaz-T - 第一艘Almaz-T于1986年10月29日在拜科努尔发射场发射升空。它并没有顺利入轨，因为使用的质子火箭的第一级与第二级分离失败。安全系统将卫星自毁。

### Kosmos 1870
- Kosmos 1870 - 在1987年7月25日，第二艘Almaz-T卫星顺利发射升空并入轨，轨道夹角为71.92度。官方称该物體为宇宙-1870卫星。该卫星一共工作了两年，提供的雷达图可以提供25米的分辨率，并于1989年7月30日脱轨。

### Almaz-1
- Almaz-1 - 第三颗Almaz-1卫星于1991年3月31日发射升空。在发射后，设计用来通过Luch 转播卫星下传图像的天线被报失效。而且一片太阳能电池板也无法完全展开，将主雷达天线也阻碍了一部分。在工作了18个月后，Almaz-1卫星于1992年10月17日在太平洋上空脱轨。

### Almaz-2
- Almaz-2 (Almaz-1V) -  未升空。该卫星有更先进的雷达可以提供的分辨率为5-7米。而且卫星上面的光电载荷有能力提供分辨率为2.5-4米的图像。

## 遗产
OPS空间站构成了礼炮号的基础，和平号空间站以及国际空间站的基础模块.
目前，私人太空飞行公司Excalibur Almaz拥有由TKS返回舱取得的4个太空舱，其中之一将用来搭载太空游客而其他三个用来搭载科学以及商业载荷。